# Tibet Museum (Seoel)

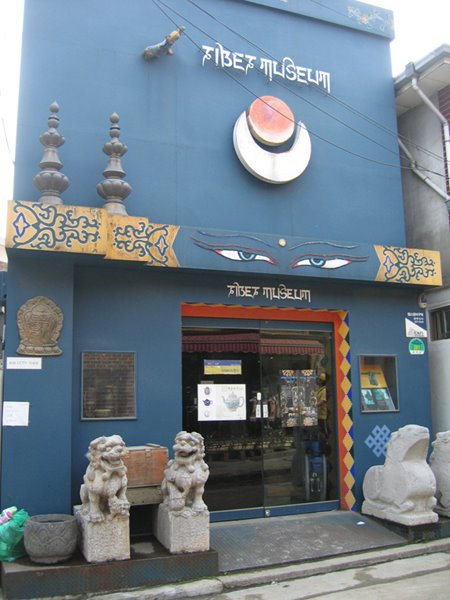
Tibet Museum

Het Tibet Museum (Koreaans: 티벳박물관) is een museum in de Zuid-Koreaanse hoofdstad Seoel. Het museum werd opgericht in december 2001.
In het museum worden Tibetaanse stukken getoond, uit de bön, het Tibetaans boeddhisme en de Tibetaanse kunst. Hierbij wordt in sommige gevallen een vergelijking gemaakt met de Koreaanse kunst.
Het museum stelt meer dan 600 verschillende Tibetaanse kunstvoorwerpen tentoon, waaronder Tibetaanse schilderkunst, standbeelden, Tibetaanse muziekinstrumenten.